# Satoru Kitamura
Satoru Kitamura (japanisch 北村聡 Kitamura Satoru; * 4. Februar 1986 in Takasago) ist ein ehemaliger japanischer Leichtathlet, der sich auf den  Langstreckenlauf spezialisiert hatte.

## Sportliche Laufbahn
Erste Erfahrungen bei internationalen Meisterschaften sammelte Satoru Kitamura im Jahr 2003, als er bei den Jugendweltmeisterschaften im kanadischen Sherbrooke in 8:13,66 min den achten Platz im 3000-Meter-Lauf belegte. Bei den Crosslauf-Weltmeisterschaften 2004 in Brüssel lief er nach 26:03 min auf dem 24. Platz im U20-Rennen ein und bei den Juniorenweltmeisterschaften in Grosseto klassierte er sich mit 13:53,15 min auf dem zehnten Platz im 5000-Meter-Lauf. Bei den Crosslauf-Weltmeisterschaften 2005 in Saint-Étienne wurde er nach 25:32 min 32. im U20-Rennen und bei den Crosslauf-Weltmeisterschaften 2008 in Edinburgh gelangte er nach 38:48 min auf Rang 120 im Erwachsenenrennen. 2010 nahm er an den Asienspielen in Guangzhou teil und belegte dort in 28:54,71 min den sechsten Platz im 10.000-Meter-Lauf und 2013 wurde er bei den Asienmeisterschaften in Pune in 14:22,57 min Sechster über 5000 m. Im Jahr darauf wurde er nach 1:04:15 h Dritter beim Osaka-Halbmarathon und 2016 wurde er beim Tokyo High Tech Half Marathon nach 1:05:29 h ebenfalls Dritter. Im Januar 2017 bestritt er in Hitachinaka seinen letzten offiziellen Wettkampf und beendete daraufhin seine aktive sportliche Karriere im Alter von 30 Jahren.

## Persönliche Bestzeiten
- 3000 Meter: 7:57,67 min, 21. Juli 2009 in Gent
- 5000 Meter: 13:36,56 min, 18. Juli 2009 in Heusden-Zolder
- 10.000 Meter: 28:09,22 min, 26. Juni 2008 in Kawasaki
- Halbmarathon: 1:02:26 h, 1. Februar 2009 in Marugame